# Градът на ангелите
 Тази статия е за гробището в Беслан.  За града в САЩ вижте Лос Анджелис.  За филма вижте Град на ангели.
„Градът на ангелите“ (на руски: Город ангелов) е името на мемориалното гробище в Беслан, където са погребани 266 души, загинали по време на терористичната атака в Беслан на 1 – 3 септември 2004 г. Намира се в североизточните покрайнини на Беслан на улица „Коминтерн“, 99.

## Описание
На територията на гробището има паметник „Дърво на скръбта“, хачкар (вид арменски архитектурни паметници и светилища), дарен от децата на Армения, и паметник на войниците от специалните части, загинали по време на щурма на училище № 1 в Беслан.
Некрополът е част от мемориален комплекс „Градът на ангелите“, който е обект на културното наследство с регионално значение (No 901) в Северна Осетия. Паметникът, освен некропола, включва и сградата на училище № 1, физкултурен салон, паметни плочи с имената на загиналите в резултат на терористичната атака на 1 – 3 септември 2004 г. в района на училището, паметник на загиналия командир на специалните части Д. А. Разумовски и православната църква на руските новомъченици.